# 拉格莱若勒
拉格莱若勒（法語：Lagleygeolle，法語發音：[laɡleʒɔl]）是法国科雷兹省的一个市镇，位于该省南部偏西，属于布里夫拉盖亚尔德区。

## 地理
拉格莱若勒（45°4'40"N, 1°41'44"E）面积19.54 平方千米，位于法国新阿基坦大区科雷兹省，该省份为法国中南部省份，北起上维埃纳省和克勒兹省，西接多爾多涅省，南至洛特省，东临多姆山省和康塔爾省。
与拉格莱若勒接壤的市镇（或旧市镇、城区）包括：贝纳、科隆日拉鲁日、朗特伊、梅萨克、诺阿亚克、勒佩谢、圣巴齐勒德梅萨克、塞里亚克。

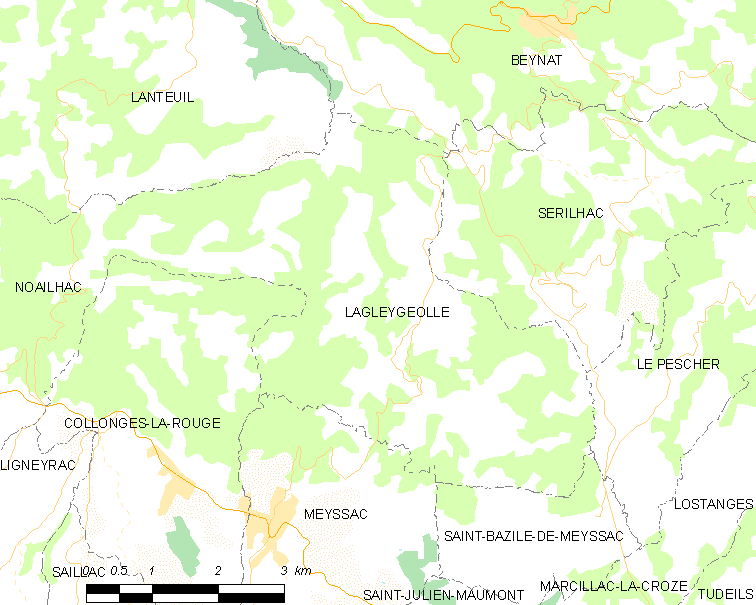
拉格莱若勒的OSM定位图

拉格莱若勒的时区为UTC+01:00、UTC+02:00（夏令时）。

## 行政
拉格莱若勒的邮政编码为19500，INSEE市镇编码为19099。

## 政治
拉格莱若勒所属的省级选区为科雷兹南部县。

## 人口

1962-2008年间拉格莱若勒人口变化图示

拉格莱若勒于2022年1月1日时的人口数量为224人。